# سرابولو (سیریک)
سرابولو (ترکی استانبولی: Sarıabalı) یک محله در ترکیه است که در ناحیهٔ سریک، آنتالیا واقع شده است. جمعیت این محله تا سال ۲۰۲۲ برابر با ۱۰۶۲ نفر بوده است.